# Nevěsta

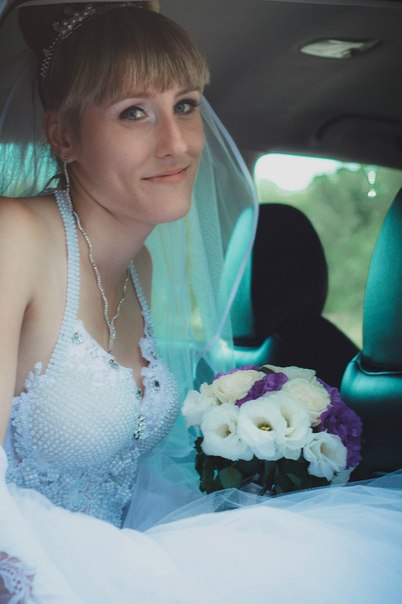

Nevěsta je označení pro dívku nebo ženu v den její svatby se ženichem. Dívka se při svatbě za ženicha vdává nebo provdá, je potom tedy vdaná. Svatba se také ve spojitosti s nevěstou označuje jako vdavky.
Nevěsta je v západní kultuře oblečena do dlouhých bílých svatebních šatů, na hlavě mívá závoj a v rukou svatební kytici. Při svatbě bývá doprovázena družičkami, které zároveň nesou konec nevěstina závoje či vlečky šatů, když je to vhodné vzhledem k jejich délce.
Původně americký zvyk, který se pomalu dostává na české svatby, je házení nevěstiny kytice. Ta žena, která letící kytici chytí, by se dle pověry měla do roka sama vdát.
Dříve se slovo nevěsta používalo také pro označení snachy, v některých oblastech dodnes.